# 関東学院大学人間共生学部
関東学院大学人間共生学部（かんとうがくいんだいがくにんげんきょうせいがくぶ、College of Interhuman Symbiotic Studies.）は、関東学院大学に設置されているコミュニケーション学とデザイン学の学科をもつ学部。
修学地はコミュニケーション学科が横浜・関内キャンパスで、共生デザイン学科は横浜・金沢八景キャンパス。

## 沿革
- 1950年 関東学院大学に短期大学部（男女共学）創設
- 1967年 短期大学部を関東学院女子短期大学に改組
- 2002年 女子短期大学を母体に、大学に人間環境学部創設。英文科を母体に現代コミュニケーション学科、家政科生活文化専攻を母体に人間環境デザイン学科、家政科家政専攻と食物栄養専攻を母体に健康栄養学科、幼児教育科や国文科を母体に人間発達学科を設置
- 2015年 人間環境学部にあった人間発達学科と健康栄養学科を改組し、それぞれ教育学部と栄養学部へ
- 2016年 人間環境学部を改組し、人間共生学部を設置。現代コミュニケーション学科、人間環境デザイン学科をそれぞれコミュニケーション学科、共生デザイン学科に改組
- 2023年 人間共生学部 コミュニケーション学科の修学地を横浜・関内キャンパスに変更

## 学部組織
人間共生学部
- コミュニケーション学科
- 共生デザイン学科